# Rendal
Rendal (llamada oficialmente Santa María de Rendal) es una parroquia española del municipio de Arzúa, en la provincia de La Coruña, Galicia.

## Entidades de población
Entidades de población que forman parte de la parroquia:
- A Reboira
- Bascuas
- Carballo (O Carballo)
- Casal (O Casal)
- Castromil
- Fonte Alvite
- Fucarelos
- Gato ( O Gato)
- Guldrís
- Outarelo
- Pazo (O Pazo)
- Porfía (A Porfía)
- Rendal de Abaixo
- Rivadiso (Ribadiso)
- Tras-Eirexe (Traseirexe)
- Trigás

## Demografía
| Gráfica de evolución demográfica de Rendal entre 2000 y 2018 |
|                                                              |
| Datos según el nomenclátor publicado por el INE.             |